# Oleksandr Beljavsky
Oleksandr Beljavsky (Oekraïens: Олександр Белявський, Engelse transcriptie: Alexander Beliavsky) (Lviv, 17 december 1953) is een Oekraïens-Sloveens schaker. Sinds 1975 is hij een FIDE grootmeester (GM).
Na het uiteenvallen van de Sovjet-Unie vestigde Beljavsky, die in 1992 nog voor Oekraïne aan de Schaakolympiade deel had genomen, zich in 1994 in Slovenië. Sinds 1996 is hij Sloveens staatsburger en maakt ook onderdeel uit van Sloveense schaakteams.
In 1973 won hij in Stockton-on-Tees de Wereldkampioenschappen voor junioren tot 20 jaar. Het kampioenschap van de Sovjet-Unie won hij in 1974, 1980, 1987 en 1990.
Hij is ook een schaakcoach en in 2004 verkreeg hij de titel FIDE Senior Trainer.

## Schaakcarrière
- In 1974 werd hij kampioen van Leningrad.
- Hij was gedeeld eerste in Baden (1980).
- In 1980 eindigde hij op het kampioenschap van de Sovjet-Unie, in Vilnius, gedeeld eerste met Lev Psakhis.[3]
- In 1981 (voor Tigran Petrosjan)[4] en in 1986 won hij het zeer sterk bezette Interpolistoernooi in Tilburg; in 1984 eindigde hij gedeeld tweede in Tilburg.
- Hij werd gedeeld eerste, met Viktor Kortsjnoj, bij het Hoogovenstoernooi in Wijk aan Zee (1984) en gedeeld tweede op hetzelfde toernooi in 1985.
- Beljavsky kwalificeerde zich voor het Kandidatentoernooi voor het wereldkampioenschap van 1984; in de kwartfinales van het toernooi werd hij met 3–6 uitgeschakeld door de latere winnaar Garri Kasparov.
- In 1987 was hij kampioen van Rusland en in 1989 en 1990 won hij de kroongroep van het OHRA-schaaktoernooi in Amsterdam.
- In 1990 werd Beljavsky gedeeld eerste, met Leonid Yudasin, Jevgeni Barejev en Aleksej Vyzmanavin, bij het kampioenschap van de Sovjet-Unie; na tiebreak ging de titel naar Beljavsky.
- In 1993 won hij het toernooi in Belgrado, voor de latere wereldkampioen Vladimir Kramnik.

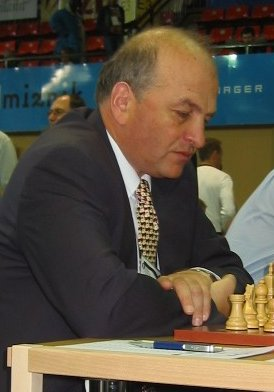
Beljavsky in 2002 (Schaakolympiade)

- Vier keer won Beljavsky het Vidmar Memorial toernooi: in 1999, 2001, 2003 (gedeeld met Emil Sutovsky) en 2005.[5]
- In 2004 werd Beljavsky in de achtste finale van het FIDE-Wereldkampioenschap, in Tripolis, uitgeschakeld door Aleksandr Grisjtsjoek.
- In 2004 eindigde hij als derde in het Marx György herdenkingstoernooi, Viktor Kortsjnoj werd eerste.
- Beljavsky kwalificeerde zich twee keer voor de Wereldbeker schaken, en werd vervolgens zowel in 2005 als in 2013 in de eerste ronde uitgeschakeld.
- In mei 2005 werd in Minneapolis het open Global Chess Challenge toernooi gespeeld. Beljavsky eindigde met 7 punten op een gedeelde tweede plaats.
- Van 18 juni t/m 2 juli 2005 werd in Warschau het persoonlijk Europees kampioenschap schaken 2005 gespeeld. Beljavsky haalde 9 punten.
- In juli 2005 won Beljavsky met 6 pt. uit 9 ronden het 16e herdenkingstoernooi "Milan Vidmar", in Portorož (Slovenië).
- Hij nam deel aan de Maccabiah Games van 2009.[6]
- In november 2009 was hij de oudste persoon in de FIDE top 100 active schakers,[7] maar per oktober 2011 bevond hij zich niet langer in de top 100.[8]
- In 2013 eindigde Beljavsky bij het Europees kampioenschap schaken gedeeld 1e–8e met Aleksandr Mojsejenko, Jevgeny Romanov, Hrant Melkoemjan, Constantin Lupulescu, Francisco Vallejo Pons, Sergei Movsesian, Ian Nepomniachtchi, Aleksej Drejev en Jevgeni Aleksejev. Hiermee kwalificeerde hij zich voor de Wereldbeker Schaken 2013.[9]
- In januari 2015 was hij nummer 2 op de Sloveense Elo-ranglijst, na Luka Lenič.

## Schaaktrainer en secondant
Beljavsky is ook werkzaam als schaaktrainer. In 1993 was hij een van Garri Kasparov bij diens match tegen Nigel Short, in 2005 begeleidde hij Aleksandr Morozevitsj bij het FIDE-Wereldkampioenschap. Hij trainde ook de Duitse grootmeester Arkady Naiditsch. In 2004 verkreeg hij de titel FIDE Senior Trainer.

## Schaakteams

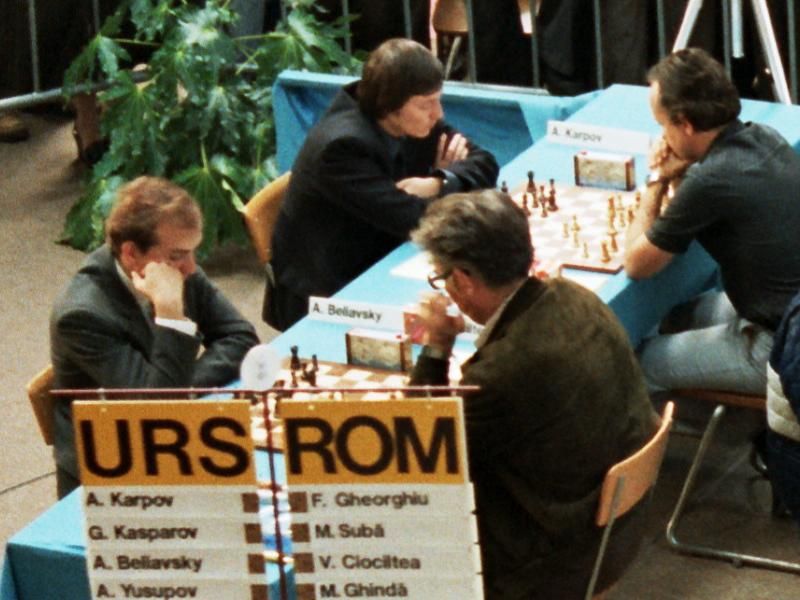
Beljavsky (links), Schaakolympiade 1982

### Nationale teams
Bij de tweede match Sovjet-Unie (Rusland) versus de rest van de wereld, gehouden in 1984, was Beljavsky, opgesteld aan bord 6, met 3.5 pt. uit 4 de topscoorder voor het winnende Sovjet-team; hij versloeg Yasser Seirawan (2–0) en Bent Larsen (1½–½).
In totaal nam Beljavsky tussen 1982 en 2014 deel aan 15 Schaakolympiades. In 1982, 1984, 1988 en 1990 won hij met het team van de Sovjet-Unie, in 1992 speelde hij voor Oekraïne, sinds 1996 speelde hij in de Sloveense teams. In 1982 behaalde hij de derde individuele prestatie aan bord 4, en in 1984 de derde individuele prestatie aan bord 1, en de tweede Elo-prestatie van alle deelnemers.
Met het team van de Sovjet-Unie won Beljavsky in 1985 en 1989 het Wereldkampioenschap voor landenteams, en in beide toernooien behaalde hij aan zijn bord de beste individuele prestatie (in 1985 aan bord 5, samen met Hans-Joachim Hecht, in 1989 aan bord twee).
Beljavsky nam van 1983 tot 2011 deel aan alle elf Europese kampioenschappen voor landenteams, en vervolgens ook in 2015. Hij won het kampioenschap in 1983 en 1989 met de Sovjet-Unie en eindigde in 1992 met het Oekraïense team als tweede.

### Schaakverenigingen
Beljavsky speelde in de Duitse bondscompetitie van 1999 tot 2003 voor König Plauen en van 2003 tot 2005 voor SG Porz, waarmee hij in 2004 kampioen van Duitsland werd. In de Oostenrijkse bondscompetitie schaakte Beljavsky van 1996 tot 2002 bij SK Merkur Graz, van 2005 tot 2009 bij Holz Dohr en van 2009 tot 2012 bij SK Baden. Met zijn team werd hij kampioen van Oostenrijk in 1997, 1999, 2001, 2002 en 2012. Beljavsky won in 2005 met ZZICT/De Variant Breda de Nederlandse Meesterklasse. In Hongarije speelde hij tot 2004 bij Miskolci SSC en van 2008 tot 2011 voor Aquaprofit NTSK, in seizoen 2016/17 voor Lila Futó-Hóbagoly SE. Met zijn team werd hij kampioen van Hongarije in 2000, 2001, 2009, 2010 en in 2011. De Oekraïense kampioenschappen voor schaakverenigingen won Beljavsky in 2008 en in 2009 met PVK Kiew, in de Spaanse kampioenschappen voor schaakverenigingen speelde hij in 2005 voor CA La Caja Las Palmas.

## Partij
De volgende partij uit 1992 won Beljavsky (met wit) van Boris Gelfand bij het toernooi in Linares.
Beljavsky (wit) – Gelfand (zwart)
Linares, 3 maart 1992
Slavische Verdediging, ECO-code D10
1. d4 d5 2. c4 c6 3. Pc3 e5 4. dxe5 d4 5. Pe4 Da5+ 6. Pd2 Ph6 7. Pf3 Pf5 8. g3 Pe3 9. fxe3 dxe3 10. a3 Lf5 11. Lg2 Lc5 12. b4 Lxb4 13. axb4 Dxa1 14. 0–0 exd2 15. Dxd2 0–0 16. Lb2 Da6 17. Pg5 Lg6 18. e6 f6 19. e7 Te8 20. Lh3 Db6+ 21. c5 Dc7 22. Le6+ Kh8 23. Txf6 Pd7 24. Txg6 (diagram) (1–0)

## Boeken
Beljavski schreef diverse schaakboeken; hij werkt daarbij vaak samen met Adrian Mihalčišin.
- Beliavsky, Alexander, Mikhalchishin, Adrian (1995). Winning Endgame Technique. Batsford. ISBN 0-7134-7512-9.
- Beliavsky, Alexander (1998). Fianchetto Grunfeld. Everyman Chess. ISBN 978-1-85744-204-5.
- Beliavsky, Alexander (1998). Uncompromising Chess. Cadogan. ISBN 1-85744-205-9.
- Beliavsky, Alexander, Mikhalchishin, Adrian (1999). The Two Knights Defence. Batsford. ISBN 0-7134-8441-1.
- Beliavsky, Alexander, Mikhalchishin, Adrian (2000). Winning Endgame Strategy. Batsford. ISBN 0-7134-8446-2.
- Beliavsky, Alexander, Mikhalchishin, Adrian (2003). Modern Endgame Practice. Batsford. ISBN 0-7134-8740-2.